# 大衛·普拉默
大衛·普拉默（英語：David Plummer，1985年10月9日—），美國游泳運動員，主要擅長仰泳。2016年，他在美國游泳隊的100米仰泳比賽中排名第二位。普拉默代表美國參加過世界游泳錦標賽。

## 外部連結
- USA Swimming bio: David Plummer
- University of Minnesota bio:  David Plummer